# هيلغا هوفمان
هيلغا هوفمان (بالألمانية: Helga Hoffmann)‏ هي منافسة ألعاب القوى ألمانية، ولدت في 24 سبتمبر 1937 في ساربروكن في ألمانيا.

## وصلات خارجية
- هيلغا هوفمان على موقع اللجنة الأولمبية الدولية (الإنجليزية)
- هيلغا هوفمان على موقع أوليمبيديا (الإنجليزية)